# 제이크 엘지
존 케빈 "제이크" 엘제이 시니어(John Kevin "Jake" Ellzey Sr., 1970년 1월 24일 ~ )는 미국의 정치인이다.

## 학력
- 미국 해군 사관학교 이학사

## 경력
- 2018.07 ~ 제113·114·115대 미국 텍사스주 제27선거구 연방하원의원

## 역대 선거 결과
| 선거명        | 직책명                       | 대수  | 정당   | 득표율  | 득표수    | 결과 | 당락                   |
| ------------- | ---------------------------- | ----- | ------ | ------- | --------- | ---- | ---------------------- |
| 2020년 선거   | 하원의원 (텍사스 제10선거구) | 87대  | 공화당 | 75.83%  | 65,062표  | 1위  | 텍사스주 하원의원 당선 |
| 2021년 재선거 | 하원의원 (텍사스 제6선거구)  | 117대 | 공화당 | 53.29%  | 20,873표  | 1위  | 텍사스주 하원의원 당선 |
| 2022년 선거   | 하원의원 (텍사스 제6선거구)  | 118대 | 공화당 | 100.00% | 149,321표 | 1위  | 텍사스주 하원의원 당선 |
| 2024년 선거   | 하원의원 (텍사스 제6선거구)  | 119대 | 공화당 | 65.68%  | 188,119표 | 1위  | 텍사스주 하원의원 당선 |

## 참고 자료
- 위키미디어 공용에 제이크 엘지 관련 미디어 분류가 있습니다.